# الكسندر كامبوس
الكسندر كامبوس (بالإسبانية: Alexander Campos) (8 مايو 1980 بالسلفادور - ) هو لاعب كرة قدم سلفادوري في مركز الهجوم. شارك مع منتخب السلفادور لكرة القدم. أما مع النوادي، فقد لعب مع نادي أليانزا ‏ وأونسي مونيسيبال ‏ وAtlético Balboa ‏ وC.D. Dragón ‏ وC.D. Juventud Independiente ‏ ونادي جامعة السلفادور ‏ وC.D. Los Andes ‏ ونادي لويس أنخيل فيربو ونادي أكويلا.

## وصلات خارجية
- الكسندر كامبوس على موقع الاتحاد الدولي (مؤرشف)  (الإنجليزية)
- الكسندر كامبوس على موقع ناشيونال فوتبول تيمز (الإنجليزية)
- الكسندر كامبوس على موقع Soccerway.com (الإنجليزية)